# Ascenso MX 2013/14
Die Saison 2013/14 ist die fünfte Spielzeit seit Bestehen der Liga de Ascenso, die neuerdings die offizielle Bezeichnung Ascenso MX trägt. Seit Einführung der neuen zweiten Fußballliga Mexikos in der Saison 2009/10 kam es erstmals zu größeren Lizenzverschiebungen, die eine Erinnerung an die alte Primera División 'A' wachriefen, in der diese Vorgänge an der Tagesordnung waren. Denn von den 15 Mannschaften der Vorsaison sind nur zehn übrig geblieben, wobei von den fünf Abgängen nur zwei sportlicher Natur waren. Neben dem sportlichen Erstligaaufsteiger La Piedad – der den Aufstieg jedoch nicht wahrnimmt, seine Erstligalizenz stattdessen an die Tiburones Rojos Veracruz veräußerte und selbst in der Saison 2013/14 in keiner Profi- oder Halbprofiliga vertreten sein wird – und dem Absteiger in die dritte Liga, Pumas Morelos, schieden auch Irapuato und der Neza FC durch Lizenzverkäufe aus der Liga aus. Die fünf Abgänge werden ersetzt durch den sportlichen Aufsteiger Galeana de Morelos aus der Segunda División sowie die Lizenzerwerber Alebrijes de Oaxaca, Delfines del Carmen, Cañeros de Zacatepec und zuletzt das neue Franchise Atlético San Luis, das infolge des Rückzugs vom San Luis FC aus der ersten Liga neu gegründet wurde und de facto den Abstieg der Gallos Blancos de Querétaro wahrnimmt, der infolge entsprechender Lizenzverschiebungsvorgänge weiterhin erstklassig spielen wird.

## Tabellen der Apertura und Clausura

### Apertura 2013
| Pl. | Verein              | Sp. | S | U | N  | Tore    | Diff. | Punkte |
| --- | ------------------- | --- | - | - | -- | ------- | ----- | ------ |
| 1.  | Alebrijes de Oaxaca | 14  | 7 | 4 | 3  | 028:170 | +11   | 25     |
| 2.  | Necaxa              | 14  | 7 | 4 | 3  | 021:150 | +6    | 25     |
| 3.  | Delfines del Carmen | 14  | 7 | 3 | 4  | 024:120 | +12   | 24     |
| 4.  | Mérida FC           | 14  | 6 | 5 | 3  | 022:130 | +9    | 23     |
| 5.  | Leones Negros       | 14  | 7 | 2 | 5  | 021:210 | ±0    | 23     |
| 6.  | UAT Correcaminos    | 14  | 6 | 4 | 4  | 025:200 | +5    | 22     |
| 7.  | Atlético San Luis   | 14  | 5 | 7 | 2  | 019:170 | +2    | 22     |
| 8.  | Dorados de Sinaloa  | 14  | 3 | 9 | 2  | 015:110 | +4    | 18     |
| 9.  | Altamira FC         | 14  | 5 | 3 | 6  | 026:260 | ±0    | 18     |
| 10. | Cruz Azul Hidalgo   | 14  | 4 | 5 | 5  | 016:180 | −2    | 17     |
| 11. | Lobos BUAP          | 14  | 5 | 2 | 7  | 009:170 | −8    | 17     |
| 12. | Estudiantes Tecos   | 14  | 3 | 7 | 4  | 021:200 | +1    | 16     |
| 13. | Celaya FC           | 14  | 3 | 5 | 6  | 018:250 | −7    | 14     |
| 14. | Ballenas Galeana    | 14  | 3 | 4 | 7  | 014:280 | −14   | 13     |
| 15. | CD Zacatepec        | 14  | 1 | 2 | 11 | 009:280 | −19   | 05     |

### Clausura 2014
| Pl. | Verein              | Sp. | S | U | N | Tore    | Diff. | Punkte |
| --- | ------------------- | --- | - | - | - | ------- | ----- | ------ |
| 1.  | UAT Correcaminos    | 14  | 8 | 5 | 1 | 022:130 | +9    | 29     |
| 2.  | Estudiantes Tecos   | 14  | 7 | 3 | 4 | 023:150 | +8    | 24     |
| 3.  | Necaxa              | 14  | 6 | 4 | 4 | 019:150 | +4    | 22     |
| 4.  | Leones Negros       | 14  | 6 | 4 | 4 | 017:130 | +4    | 22     |
| 5.  | Alebrijes de Oaxaca | 14  | 5 | 6 | 3 | 022:190 | +3    | 21     |
| 6.  | Delfines del Carmen | 14  | 4 | 8 | 2 | 020:170 | +3    | 20     |
| 7.  | Dorados de Sinaloa  | 14  | 6 | 1 | 7 | 019:170 | +2    | 19     |
| 8.  | Lobos BUAP          | 14  | 5 | 4 | 5 | 017:190 | −2    | 19     |
| 9.  | Mérida FC           | 14  | 4 | 6 | 4 | 021:210 | ±0    | 18     |
| 10. | Cruz Azul Hidalgo   | 14  | 5 | 3 | 6 | 017:170 | ±0    | 18     |
| 11. | CD Zacatepec        | 14  | 5 | 1 | 8 | 017:260 | −9    | 16     |
| 12. | Atlético San Luis   | 14  | 4 | 3 | 7 | 018:220 | −4    | 15     |
| 13. | Ballenas Galeana    | 14  | 3 | 6 | 5 | 017:220 | −5    | 15     |
| 14. | Celaya FC           | 14  | 4 | 2 | 8 | 012:180 | −6    | 14     |
| 15. | Altamira FC         | 14  | 2 | 6 | 6 | 011:180 | −7    | 12     |

## Liguillas der Apertura 2013

### Viertelfinale
|                   | Gesamt |                     | Hinspiel | Rückspiel |
| ----------------- | ------ | ------------------- | -------- | --------- |
| Atlético San Luis | 0:4    | Necaxa              | 0:2      | 0:2       |
| UAT Correcaminos  | 2:4    | Delfines del Carmen | 1:1      | 1:3       |
| Leones Negros     | 5:2    | Mérida FC           | 5:0      | 0:2       |

Superlíder Alebrijes kampflos.

### Halbfinale
Necaxa deklassiert die Delfines, der Superlíder Alebrijes scheitert
|                     | Gesamt |                     | Hinspiel | Rückspiel |
| ------------------- | ------ | ------------------- | -------- | --------- |
| Leones Negros       | 3:2    | Alebrijes de Oaxaca | 1:0      | 2:2       |
| Delfines del Carmen | 0:7    | Necaxa              | 0:4      | 0:3       |

### Finale
Die Leones Negros entzaubern die mit der Bilanz von 17:0 Toren ins Endspiel gekommenen Necaxistas
|               | Gesamt |        | Hinspiel | Rückspiel |
| ------------- | ------ | ------ | -------- | --------- |
| Leones Negros | 2:1    | Necaxa | 1:0      | 1:1       |

## Liguillas der Clausura 2014

### Viertelfinale
Der spätere Turniersieger Estudiantes Tecos setzt sich nur aufgrund der besseren Platzierung in der Abschlusstabelle der Clausura durch.
|                     | Gesamt |                   | Hinspiel | Rückspiel |
| ------------------- | ------ | ----------------- | -------- | --------- |
| Alebrijes de Oaxaca | 3:2    | Leones Negros     | 3:1      | 0:1       |
| Delfines del Carmen | 3:6    | Necaxa            | 2:2      | 1:4       |
| Dorados de Sinaloa  | 2:2    | Estudiantes Tecos | 1:1      | 1:1       |

Superlíder UAT Correcaminos kampflos.

### Halbfinale
Auch im Halbfinale setzt sich Estudiantes erneut – wie auch der Superlíder UAT Correcaminos – lediglich aufgrund der besseren Platzierung in der Punktspielrunde durch.
|                     | Gesamt |                   | Hinspiel | Rückspiel |
| ------------------- | ------ | ----------------- | -------- | --------- |
| Alebrijes de Oaxaca | 2:2    | UAT Correcaminos  | 2:0      | 0:2       |
| Necaxa              | 0:0    | Estudiantes Tecos | 0:0      | 0:0       |

### Finale
Weil in den Finalspielen weder die bessere Platzierung aus der Punktspielrunde noch die Auswärtstorregel zum Tragen kommt, wurde ein Elfmeterschießen erforderlich, das die Estudiantes mit 4:3 zu ihren Gunsten entscheiden konnten.
|                   | Gesamt |                  | Hinspiel | Rückspiel |
| ----------------- | ------ | ---------------- | -------- | --------- |
| Estudiantes Tecos | 1:1    | UAT Correcaminos | 0:0      | 1:1       |

## Kreuztabelle
Die Kreuztabelle stellt die Ergebnisse aller Spiele dieser Saison dar. Der Name der Heimmannschaft ist in der linken Spalte, das Logo der Gastmannschaft in der oberen Zeile aufgelistet.
| 2013/14           | ALE | Altamira | Atlético San Luis | BAL | CEL | COR | Cruz Azul Hidalgo |     | DOR | Estudiantes | LEO | LOB | Mérida | Necaxa | Zacatepec |
| ----------------- | --- | -------- | ----------------- | --- | --- | --- | ----------------- | --- | --- | ----------- | --- | --- | ------ | ------ | --------- |
| Alebrijes         |     | 5:1      | 2:2               | 4:1 | 1:2 | 2:2 | 2:1               | 1:1 | 1:0 | 1:3         | 3:0 | 2:2 | 2:0    | 1:0    | 4:2       |
| Altamira FC       | 0:0 |          | 1:1               | 2:2 | 3:1 | 1:0 | 2:2               | 0:0 | 0:0 | 3:2         | 5:2 | 1:2 | 0:0    | 1:3    | 4:0       |
| Atlético San Luis | 1:2 | 2:2      |                   | 3:1 | 1:1 | 1:1 | 1:0               | 2:2 | 1:1 | 2:1         | 4:2 | 1:2 | 2:3    | 2:0    | 1:0       |
| Ballenas          | 1:1 | 2:1      | 1:1               |     | 1:0 | 3:2 | 0:1               | 1:2 | 2:1 | 1:3         | 1:1 | 1:1 | 0:4    | 0:0    | 2:2       |
| Celaya FC         | 1:3 | 0:1      | 2:1               | 1:2 |     | 2:1 | 2:2               | 1:1 | 0:1 | 0:0         | 1:1 | 1:0 | 1:2    | 2:1    | 0:2       |
| Correcaminos      | 3:1 | 2:0      | 1:1               | 2:0 | 4:2 |     | 2:1               | 1:0 | 1:2 | 3:4         | 1:0 | 0:0 | 3:2    | 2:2    | 1:1       |
| Cruz Azul Hidalgo | 2:0 | 3:3      | 1:2               | 3:1 | 1:0 | 1:2 |                   | 0:0 | 1:0 | 2:1         | 2:0 | 3:1 | 0:0    | 1:2    | 2:0       |
| Delfines          | 2:2 | 1:0      | 3:0               | 3:1 | 2:3 | 1:1 | 3:0               |     | 2:1 | 1:1         | 5:0 | 2:0 | 0:1    | 0:0    | 2:0       |
| Dorados           | 1:1 | 2:0      | 3:1               | 1:1 | 2:2 | 1:2 | 1:1               | 1:1 |     | 0:0         | 4:1 | 2:0 | 1:0    | 3:0    | 1:2       |
| Estudiantes       | 1:1 | 1:0      | 0:1               | 5:0 | 2:0 | 1:2 | 1:1               | 1:4 | 2:0 |             | 0:0 | 2:0 | 2:2    | 1:1    | 3:1       |
| Leones Negros     | 1:0 | 2:0      | 2:0               | 1:1 | 2:0 | 1:2 | 2:0               | 3:1 | 2:1 | 0:0         |     | 3:1 | 1:0    | 4:0    | 3:0       |
| Lobos de la BUAP  | 0:2 | 2:1      | 1:0               | 1:0 | 1:1 | 0:1 | 1:1               | 2:0 | 0:1 | 2:1         | 2:1 |     | 0:2    | 1:2    | 1:0       |
| Mérida FC         | 3:3 | 3:1      | 1:2               | 2:2 | 3:0 | 2:2 | 3:1               | 2:2 | 1:1 | 1:1         | 0:2 | 1:1 |        | 2:1    | 2:0       |
| Necaxa            | 2:0 | 4:0      | 0:0               | 1:0 | 1:0 | 1:1 | 2:0               | 3:0 | 3:2 | 3:4         | 0:0 | 3:0 | 1:1    |        | 2:1       |
| CD Zacatepec      | 1:3 | 0:4      | 3:1               | 1:3 | 1:4 | 0:2 | 1:0               | 1:3 | 0:0 | 3:1         | 0:1 | 1:2 | 2:0    | 1:2    |           |

## Das Aufstiegsfinale
Im Aufstiegsfinale kommt es zum Derby der beiden großen Universitäten aus Guadalajara zwischen dem Vorrundensieger Leones Negros der staatlichen Universidad de Guadalajara und dem Rückrundensieger Estudiantes Tecos der privaten Universidad Autónoma de Guadalajara.

### Hinspiel
| Estudiantes Tecos                              | Estudiantes Tecos | Leones Negros | Leones Negros |
| ---------------------------------------------- | --- | --- | ------------- |
| Estudiantes Tecos                              | \| 7. Mai 2014 in Zapopan (Estadio Tres de Marzo) \| \| Ergebnis: 0:0 \| \| Schiedsrichter: Marco Ortíz Nava \| | \| 7. Mai 2014 in Zapopan (Estadio Tres de Marzo) \| \| Ergebnis: 0:0 \| \| Schiedsrichter: Marco Ortíz Nava \| | Leones Negros |
| Estudiantes Tecos                              | Carlos Velázquez – Christian Sánchez, Juan Ocampo, Daniel Acosta, Heriberto Aguayo – Juan Cuevas (66. José Partida), Elgabry Rangel, Noe Maya – Diego Campos, Taufic Guarch (46. Marco Bueno), Gustavo Ramírez (46. Juan Ángel Neira) Cheftrainer: Paco Ayestarán | Humberto Hernández – Marcelo Alatorre, Rodrigo Follé, Luis Cano, José Díaz – Jesús Palacios, Josue Castillejos, César Valdovinos (68. Efren Mendoza) – Diego Esqueda (53. Óscar Vera), Jesús Vázquez, Edgar González (82. José Cruz Gutiérrez) Cheftrainer: Luis Alfonso Sosa | Leones Negros |
| Estudiantes Tecos                              | Acosta (34.), Neira (70.), Maya (79.) | González (39.) | Leones Negros |
| 7. Mai 2014 in Zapopan (Estadio Tres de Marzo) | | |               |
| Ergebnis: 0:0                                  | | |               |
| Schiedsrichter: Marco Ortíz Nava               | | |               |

### Rückspiel
| Leones Negros                                 | Leones Negros | Estudiantes Tecos | Estudiantes Tecos |
| --------------------------------------------- | --- | --- | ----------------- |
| Leones Negros                                 | \| 10. Mai 2014 in Guadalajara (Estadio Jalisco) \| \| Ergebnis: 1:1 (0:0), 4:3 i. E. \| \| Schiedsrichter: León Barajas \| | \| 10. Mai 2014 in Guadalajara (Estadio Jalisco) \| \| Ergebnis: 1:1 (0:0), 4:3 i. E. \| \| Schiedsrichter: León Barajas \| | Estudiantes Tecos |
| Leones Negros                                 | Humberto Hernández – Marcelo Alatorre, Rodrigo Follé, Luis Cano, José Díaz – Jesús Palacios, Josue Castillejos, César Valdovinos (63. Efren Mendoza) – Diego Esqueda (78. Óscar Vera), Jesús Vázquez (46. José Cruz Gutiérrez), Edgar González Cheftrainer: Luis Alfonso Sosa | Carlos Velázquez – Rodrigo Íñigo, Daniel Acosta, Heriberto Aguayo, Elgabry Rangel – José Partida (74. Juan Ocampo), Marco Argüelles, Noe Maya – Juan Ángel Neira (79. Christian Sánchez), Marco Bueno, Gustavo Ramírez (63. Diego Campos) Cheftrainer: Paco Ayestarán | Estudiantes Tecos |
| Leones Negros                                 | 1:1 Marcelo Alatorre (82.) | 0:1 Marco Antonio Bueno (57.) | Estudiantes Tecos |
| Leones Negros                                 | Elfmeterschießen | | Estudiantes Tecos |
| Leones Negros                                 | ? | ? | Estudiantes Tecos |
| Leones Negros                                 | Follé (28.), Mendoza (107.) | Íñigo (8.), Argüelles (59.), Maya (69.), Campos (99.), Sánchez (113.) | Estudiantes Tecos |
| 10. Mai 2014 in Guadalajara (Estadio Jalisco) | | |                   |
| Ergebnis: 1:1 (0:0), 4:3 i. E.                | | |                   |
| Schiedsrichter: León Barajas                  | | |                   |